# 樽前ガロー
樽前ガロー（たるまえガロー）は、北海道苫小牧市にある渓谷。自然景観を観察する観光名所として知られる。

## 概要
樽前山の南麓に位置するガリ地形である。1667年の樽前山の噴火で起きた
火砕流による火山灰が弱く溶結し、川の浸食作用によって削られてできたものである。
ほぼ垂直に近い切り立った斜面には、コケが一面に張りついており、緑のカーテンを拡げているような奇観を呈している。コケの種類はエビゴケ、オオホウキゴケなど60種類以上に上る。またヤマセミ、キセキレイなどの野鳥も見られる。ガローとは、切り立った崖という意味。1979年に苫小牧市の自然環境保全地区に指定された。

## アクセス
国道36号にある「樽前ガロー」の看板から、山側へ林道を4キロメートルほど進んだ所に見られる。遊歩道や橋の上から足下の崖と渓流をのぞき込める程度である。近年、コケが衰退傾向にある場所があり、立ち入りが規制されている場所があるので現地の表示に従う必要がある。